# Hund (Wappentier)
Der Hund ist in der Heraldik ein Wappentier, bei dem die Wappenbeschreibung drei Darstellungsformen im Wappen als gemeine Figur unterscheidet. So wird in Windhund, Rüde und Bracke unterschieden.
Allgemein wird der Hund springend, schreitend oder spürend (Kopf gesenkt) gezeigt. Die Hauptblickrichtung ist nach heraldisch rechts (vorn). Eine starke Stilisierung ist Standard. Er kann im Wappenschild oder im Oberwappen vorkommen, im Oberwappen häufig als Kopfdarstellung. Den starken Bracken, aber auch den anderen Formen, ist gelegentlich ein Stachelhalsband angelegt. Die Halsbänder sind mit Edelsteinen besetzt oder anders hervorgehoben. Es sind auch Darstellungen nur des Kopfes möglich. Bei der Bracke wird dann der sogenannte Brackenkopf im Wappen gezeigt. Sind einem Hund Ohren und Schwanz verstümmelt, so wird das als geschändet oder gestümmelt blasoniert. Allgemein trifft die Beschreibung auch auf andere Wappentiere zu, wenn diesen Zähne, Zunge, Klauen, Schwanz oder Schnabel fehlen.
Beim Rüden handelt es sich ebenfalls um einen starken Hund mit Stachelhalsband, jedoch mit gestutzten Ohren. Diese sind aufrecht und nicht – wie bei Bracken – herabhängend. Auch hier ist nur die Kopfdarstellung möglich. 
Eine schlankeres Wappenbild stellt der Windhund dar. Er wird in einer schnellen Laufposition gezeigt. In älteren Beschreibungen sind für diese Rasse der Begriff Winde oder Winden bekannt. Der Begriff Wind steht für das seltene Wappenbild eines luftpustenden Mundes und darf nicht mit den vorgenannten Bezeichnungen für den Windhund verwechselt werden. Daher behilft sich Geiselwind -neben einer Geißel- auf diese Weise mit der Darstellung des Ortsnamens.
Zum redenden Wappen hat es der Hund auch im Familienwappen der Familie Kanis gebracht. Canis ist der lateinische Name der Gattung Hunde.
In der englischen Heraldik wird ein geschuppter Hund mit Schwimmhäuten zwischen den Pfoten und mit einem großen Rückenkamm als Seehund bezeichnet. Als Fabeltier im Wappen ist er aber nicht mit dem eigentlichen Seehund zu verwechseln.

Bracke im Wappen von Brackenheim
Zerberus im Wappen von Cerbère
"Vorsicht, bissiger Hund" (Corbeyrier)
Löwenhund im Wappen von Derental
Dogge im Wappen von Ermatingen
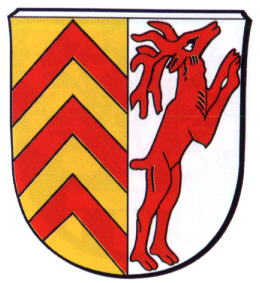
Hirschhund im Wappen von Herbsleben
Windhund im Wappen von Hunzenschwil
Auf dem Wappen der Kanarischen Inseln sind Hunde Schildhalter
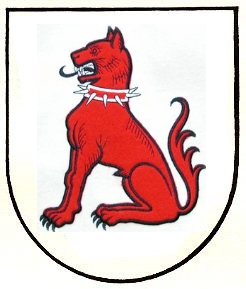
Rüde im Wappen der Constaffel (Stubengesellschaft, trifft sich im Haus zum Rüden)
und beim sprechenden Wappen von Rüdenhausen
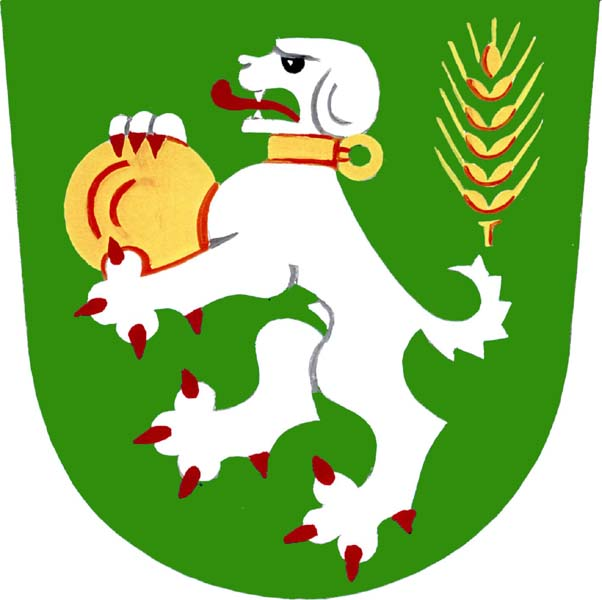
Wappen von Slopné